# Bucerotiformes
Bucerotiformes er en orden af fugle, der består af fire familier med i alt cirka 73 arter. Familierne var tidligere en del af ordenen Coraciiformes, men på baggrund af DNA-undersøgelser er der sket en opdeling.

## Familier
- Næsehornsfugle (59 arter)
- Hornravne (2 arter)
- Hærfugle (3 arter)
- Skovhærfugle (9 arter)

## Billeder
|                                                      |
| Abessinsk hornravn (Bucorvus abyssinicus) fra Uganda |

|                                   |
| Hærfugl fra Kenya (vinterkvarter) |

|                                                        |
| Purpurskovhærfugl (Phoeniculus purpureus) fra Botswana |